# Байсерке
Байсе́рке (каз. Байсерке) — село у складі Ілійського району Алматинської області Казахстану. Адміністративний центр Байсеркенського сільського округу.
До 2000 року село називалось Дмитрієвка.
Населення — 26338 осіб (2021; 15124 у 2009, 8673 у 1999, 5180 у 1989).